# Odomasta guttipes
Genre
Espèce
Synonymes
- Odo guttipes Simon, 1903

Odomasta guttipes, unique représentant du genre Odomasta, est une espèce d'araignées aranéomorphes de la famille des Miturgidae.

## Distribution
Cette espèce est endémique de Tasmanie en Australie.

## Description
Le mâle holotype mesure 7 mm.

## Publications originales
- Simon, 1903 : Descriptions d'arachnides nouveaux. Annales de la Société entomologique de Belgique, vol. 47, p. 21-39 (texte intégral).
- Simon, 1909 : Araneae. 2e partie. Die Fauna Sudwest-Australiens. Jena, vol. 2, no 13, p. 152-212.